# 伊恩迪
伊恩迪（Indi），是印度卡纳塔克邦Bijapur县的一个城镇。总人口31483（2001年）。

## 人口
该地2001年总人口31483人，其中男性16263人，女性15220人；0—6岁人口4864人，其中男2554人，女2310人；识字率56.75%，其中男性为65.24%，女性为47.67%。